# Współczynnik V Craméra
Współczynnik V Craméra (inaczej fi Craméra) – jedna z miar zależności, współczynnik określający poziom zależności pomiędzy dwiema zmiennymi nominalnymi, spośród których co najmniej jedna przyjmuje więcej niż dwie wartości. Twórcą tego współczynnika jest szwedzki statystyk Harald Cramér.
Współczynnik V Craméra jest rozwinięciem czy udoskonaleniem współczynnika fi, gdyż współczynnik fi może być używany tylko wtedy, gdy badamy związek pomiędzy dwiema zmiennymi, które obie są nominalne i dychotomiczne. Tabela kontyngencji ma wtedy wymiary 2×2. W przypadku bardziej złożonych tabel kontyngencji (np. 2×3, 3×3 etc.) należy użyć współczynnika V Craméra.
Współczynnik V Craméra dany jest wzorem:
{\displaystyle V={\sqrt {\frac {\chi ^{2}}{n\min(k-1,r-1)}}},}
gdzie:
{\displaystyle \chi ^{2}} – statystyka testowa w teście niezależności chi-kwadrat,
{\displaystyle n} – łączna liczba obserwacji,
{\displaystyle \min(k-1,r-1)} – minimalna z wartości: {\displaystyle k-1;} {\displaystyle r-1,}
{\displaystyle k} – liczba kolumn w tabeli kontyngencji,
{\displaystyle r} – liczba wierszy w tabeli kontyngencji.
Współczynnik V Craméra daje w wyniku wartości pomiędzy 0 a +1 (włącznie), przy czym im wynik jest bliżej 0, tym słabszy jest związek między badanymi cechami, a im bliżej jest 1, tym silniejszy jest związek między badanymi cechami. Na podstawie tego wyniku nie należy jednak wyciągać zbyt daleko idących wniosków, gdyż wpływ na tę wartość ma również wielkość tabeli kontyngencji.
Przykład zastosowania: związek pomiędzy płcią (wartości: kobieta i mężczyzna) a stanem cywilnym (wartości: kawaler/panna, w związku nieformalnym, w związku małżeńskim, wdowa/wdowiec). Tabela kontyngencji ma wymiar 2×4.